# François Queyrel
François Queyrel (* 1956) ist ein französischer Klassischer Archäologe. Er hat seit 1994 den Lehrstuhl für Griechische Archäologie an der École pratique des hautes études inne.

## Leben
Queyrel wurde 1976 an der École normale supérieure aufgenommen und erlangte 1980 die Agrégation in Lettres classiques (klassische Sprachen und Literatur). Er war von 1981 bis 1985 Mitglied der École française d’Athènes. 1984 legte er an der Universität Paris IV (Paris-Sorbonne) seine Dissertation für das doctorat de 3e cycle in Altertumswissenschaften zum Thema Die Skulpturen im Heiligtum des Poseidon und der Amphitrite in Tenos, die mit der Note sehr gut bewertet wurde. Danach setzte er seine Studien bei Paul Bernard und Philippe Gauthier an der École pratique des hautes études (EPHE) fort.
Von 1985 bis 1988 unterrichtete er die sprachlich-geisteswissenschaftlichen Vorbereitungsklassen (Khâgne) an der katholischen Privatschule Sainte-Marie de Neuilly. Anschließend lehrte er bis 1996 als Dozent für Alte Geschichte an der Universität Paris IV. Im Jahr 1994 wurde er zum Directeur d’études mit Lehrstuhl für Griechische Archäologie in der historisch-philologischen Sektion der EPHE ernannt, wo er die Nachfolge seines akademischen Lehrers Paul Bernard antrat. Aufgrund seiner Schrift über Funktion und Darstellung der Porträts der Attaliden verlieh ihm die Universität Paris IV 1998 die Habilitation à diriger des recherches.
Von Januar bis April 1999 war Queyrel Mitglied der School for Historical Studies am Institute for Advanced Study in Princeton. Er wurde 2001 als Ritter des Ordre des Palmes Académiques ausgezeichnet. Im Jahr 2003 war er Präsident der Société française d’archéologie classique (SFAC). Seit 2004 ist er korrespondierendes Mitglied des Deutschen Archäologischen Instituts. Für seine Habilitationsschrift 
Les portraits des Attalides: fonction et représentation verlieh ihm die Académie des Inscriptions et Belles-Lettres im selben Jahr den Prix Gustave Mendel. 2005 wurde er zum Mitglied der Société nationale des antiquaires de France gewählt, 2015 war er ihr Sekretär. 2013/14 war Queyrel Fellow des Internationalen Kollegs Morphomata in Köln.
In Zusammenarbeit mit Lorenz Baumer und anderen gibt er eine Internetrezensionszeitschrift namens Histara heraus. Seine Forschungsschwerpunkte sind antike Porträts der hellenistischen Zeit, hellenistische Skulptur, Archäologie und Fotografie.

## Schriften (Auswahl)
- als Herausgeber mit Jean Marcadé, Antoine Hermary und Philippe Jockey: La vie des portraits grecs. Statues-portraits du Ve au Ier siècle av. J.-C.. Usages et re-contextualisations (= Sites et monuments. Band 17). De Boccard, Paris 1996, ISBN 2-7018-0100-1.
- mit Anne Queyrel: Lexique d’histoire et de civilisation grecques. Edition Marketing, Paris 1996, ISBN 2-7298-9634-1. 
  - mit Anne Queyrel: Lexique d’histoire et de civilisation grecques. 2. Auflage, Ellipses, Paris 1998, ISBN 2-7298-9634-1.
  - mit Anne Queyrel: Lexique d’histoire et de civilisation grecques. 3. Auflage, Ellipses, Paris 2010, ISBN 2729861629.
- als Herausgeber mit Henri Lavagne: Les moulages de sculptures antiques et l’histoire de l’archéologie. Actes du colloque international (Paris, 24 octobre 1997) (= Centre de recherches d’histoire et de philologie, II, Hautes études du monde gréco-romain. Band 29). Droz, Genf 2000, ISBN 2600004467.
- Les portraits des Attalides. Fonction et représentation (= Bibliothèque des Écoles françaises d’Athènes et de Rome. Band 308). De Boccard, Paris 2003, ISBN 2-86958-153-X.
- als Herausgeber mit Michel Reddé, Laurent Dubois, Dominique Briquel und Henri Lavagne: La naissance de la ville dans l'antiquité (= De l'archéologie à l'histoire). de Boccard, Paris 2003, ISBN 2-7018-0161-3.
- L’Autel de Pergame. Images et pouvoir en Grèce d’Asie (= Antiqua. Band 9). Éditions Picard, Paris 2005, ISBN 2-7084-0734-1.
- Le Parthénon. Un monument dans l'histoire. Bartillat, Paris 2008, ISBN 978-2-84100-435-5.
- Formes, thèmes et fonctions (= La sculpture hellénistique. Band 1). Picard, Paris 2016, ISBN 978-2-7084-1007-7.
- als Herausgeber mit Éric Perrin-Saminadayar und Ralf von den Hoff: Eikones. Portraits en contexte. Recherches sur les portraits grecs du Ve au Ier s. av. J.-C. (= Archeologia. Nuova serie. Band 3). Osanna Edizioni, Venosa 2016, ISBN 978-88-8167-504-3.
- als Herausgeber mit Dietrich Boschung: Bilder der Macht. Das griechische Porträt und seine Verwendung in der antiken Welt  (= Morphomata. Band 34). Wilhelm Fink, Paderborn 2017, ISBN 978-3-7705-6126-1.
- als Herausgeber mit Ralf von den Hoff: La vie des portraits grecs. Statues-portraits du Ve au Ier siècle av. J.-C.. Usages et re-contextualisations. Hermann Éditeurs, Paris 2017, ISBN 978-88-8167-504-3.